# Sealers Corner
Sealers Corner (englisch für Robbenjägerwinkel) ist ein Strand auf der Insel Heard im südlichen Indischen Ozean. Er nimmt das nordwestliche Ufer der Corinthian Bay auf der Ostseite der Basis der Azorella-Halbinsel ein.
Namensgebend sind eine Schutzhütte und andere Hinterlassenschaften von Robbenjägern des 19. Jahrhunderts an diesem Strand.